# マリンガー
マリンガー (Mullingar) は、アイルランド・レンスター地方ウェストミーズ県のカウンティ・タウン（県都）である。

## 歴史
1543年のウェストミーズ法によりミーズ県からウェストミーズ県が分離され、マリンガーはウェストミーズ県の行政上の中心となった。タウンには牛の取引の伝統があったが、2003年に牛の市場は、"Market Point"と呼ばれる商業、居住の複合計画と代わる形で閉鎖されている。

### 現在
マリンガーの周辺には、釣り好きを魅了しているいくつか有名な湖がある。マリンガーの主要な出荷品の1つがピューター製品で、タウンの近くのマリンガー・ピューターの工場で製造されている。